# سیرانوهی گغامیان
سیرانوهی هایکازی گغامیان (ارمنی: Սեյրանուհի Հայկազի Գեղամյան؛ زادهٔ ۱۰ ژانویهٔ ۱۹۵۲) نویسنده، تاریخ‌نگار هنر اهل ارمنستان است.

## زندگی‌نامه
وی در ۱۰ ژانویه ۱۹۵۲ در کاماریس به دنیا آمد و از دانشگاه دولتی ایروان فارغ‌التحصیل گشت. وی عضو اتحادیه نویسندگان ارمنستان می‌باشد. 